# Tarahumara (Cada vez más lejos)
Tarahumara (Cada vez más lejos) és una pel·lícula mexicana produïda en 1964 pel director Luis Alcoriza que demostra un acostament profund de l'època a la problemàtica de l'explotació i marginació d'indígenes a Mèxic.
Va obtenir el Gran Premi Federació Internacional de la Premsa Cinematogràfica (FIPRESCI) de la crítica internacional en el 18è Festival Internacional de Cinema de Canes; la Copa de Plata A.G.I.S. en el Festival de Cinema de la Muntanya de Trento, Itàlia; i la Cabeza de Palenque“pel seu esperit de valenta denúncia” en la VIII Ressenya Mundial de Festivals Cinematogràfics d'Acapulco.
Va ser filmada del 20 d'octubre al 24 de desembre de 1964 en la Sierra Tarahumara de l'estat de Chihuahua, Mèxic. Es va estrenar el 9 de setembre de 1965 al cinema Roble. Té una durada de 130 min. però van ser reduïts a 115 per a la seva exhibició comercial.

## Sinopsi
L'antropòleg Raúl recavarà dades i fotografies d'una comunitat d'indígenes tarahumares, els qui dificulten la seva labor pel temor de continuar sent explotats pels homes blancs i mestissos. Tomás, encarregat d'un serradora, vol que aquests treballin per a ell en contra de la seva voluntat. Raúl es fa amic de Corachi així com de la resta de la comunitat i, davant l'espoli del qual són víctimes, decideix ajudar-los dirigint articles als periòdics de la Ciutat de Mèxic per a donar a conèixer la situació. Després prepara un viatge a aquesta capital amb el cap del grup, Muraca, qui és assassinat en forma misteriosa en forma de suïcidi; decideix llavors portar a Corachi, però en el camí, Raúl mor inesperadament. Els exploradors liquiden a qui anava a denunciar-los. La comunitat plora la seva mort i un altre antropòleg que s'ha convertit en l'encarregat del aserradero, decideix continuar l'obra de Raúl, partint a la capital amb el cos del jove.

## Repartiment
Abans de començar el rodatge, es va substituir d'última hora a l'actor previst per al paper protagonista, el jove argentí Roberto Dumont, per haver-se paralitzat durant una prova davant la càmera. Fou substituït per López Tarso.
- Ignacio López Tarso (Raúl)
- Jaime Fernández (Corachi)
- Aurora Clavel (Belén)
- Eric del Castillo (Tomás)
- Alfonso Mejía (Roniali)
- Pancho Córdova (Ceredonio)
- Carlos Nieto (Pedro)
- Regino Herrera (Muraca)
- Luis Aragón (Rogelio)
- Álvaro Ortíz (doctor)
- Berta Castillón (Nori)
- Enrique Lucero (brujo Owiruane)
- Wally Barrón (Eloy)
- Roger López (David)
- Jesús Murguía (niño)
- Salvador Terroba
- Benjamín Blanco
- Roberto Ramírez
- Yolanda Ortíz
- Chico Ramírez
- Perla Walter
- Yolanda Ponce

## Crítiques i comentaris
A causa de les parts relatives a la sexualitat de la comunitat tarahumara, el Institut Nacional Indigenista va negar que aquests prestessin les seves dones i la censura va tallar dues escenes que evidenciaven un comportament sexual menys hipòcrita que el "civilitzat".
La pel·lícula exposa les qualitats i defectes dels indígenes, com per exemple, com el desig carnal pot ser consentit àmpliament, o com també pot arribar a la violació; l'embriaguesa per oblidar una penosa existència (malgrat estar relacionada amb els seus ritus i festivitats); i el respecte als seus semblants constituït per un grup de jutges. El llargmetratge denuncia la negligència cap als grups indígenes de Mèxic i el seu guió no tracta d'accentuar el folklorisme indígena, sinó més aviat la profunditat psicològica dels personatges.
Una recomanació del periòdic La Jornada, esmenta que "el film mai cau en complaences..." "Un cert to documental li confereix a aquesta pel·lícula el seu major pes". El diari El Nacional va dir que era "un document etnogràfic i sociològic de prodigiosa riquesa i eloqüents ensenyaments".
Tarahumara va ser la pel·lícula que va recaptar més diners en la VIII Ressenya Mundial dels Festivals Cinematogràfics, d'Acapulco, Guerrero. La banda sonora és formada per música original del poble tarahumara amb arranjaments de Raúl Lavista